# Hreljin
Hreljin är en ort i Kroatien.   Den ligger i länet Gorski kotar, i den centrala delen av landet, 120 km sydväst om huvudstaden Zagreb. Hreljin ligger 290 meter över havet och antalet invånare är 1 992.
Terrängen runt Hreljin är varierad. Havet är nära Hreljin åt sydväst. Runt Hreljin är det ganska tätbefolkat, med 100 invånare per kvadratkilometer. Närmaste större samhälle är Rijeka, 16,3 km väster om Hreljin. Omgivningarna runt Hreljin är en mosaik av jordbruksmark och naturlig växtlighet.